# Thomasomys cinnameus
Thomasomys cinnameus е вид бозайник от семейство Хомякови (Cricetidae).

## Разпространение
Видът е разпространен в Еквадор и Колумбия.